# آرمسترانگ سیدلی پانتر
آرمسترانگ سیدلی پانتر (به انگلیسی: Armstrong Siddeley Panther) یک موتور هواگرد ساختِ کارخانهٔ آرمسترانگ سیدلی در کشور بریتانیا است.